# Dia Internacional de la Pau
L'any 1981, l'Assemblea General de les Nacions Unides va declarar el 21 de setembre com a Dia Internacional de la Pau, una jornada destinada a commemorar i enfortir els ideals de pau. Es dedica a la pau mundial, i específicament a l'absència de guerra i violència, com podria ser un alto el foc temporal en una zona de combat per a l'accés a l'ajuda humanitària.
L'Assemblea ha decretat que aquest dia es dediqui a reforçar els ideals de la pau en totes les nacions i pobles de món. El Dia Internacional de la Pau es va establir el 1981 per la resolució 36/67 de l'Assemblea General de Nacions Unides. L'any 2001, es va aprovar per unanimitat la resolució 55/282, que va fixar el 21 de setembre com un dia d'alto al foc i de no-violència en l'àmbit mundial. Es va commemorar per primer cop el 21 de setembre de 1982, i és mantingut per moltes nacions, grups polítics, grups militars i persones.
L'ONU convida a totes les nacions i pobles que compleixin amb una aturada de les hostilitats durant tot aquest dia, i a que també ho celebrin mitjançant l'educació i sensibilització del públic sobre tots els temes relacionats amb la pau.